# Lipocosma nigripictalis
Lipocosma nigripictalis là một loài bướm đêm trong họ Crambidae.